# جيري وودز
جيري وودز (بالإنجليزية: Jerry Woods)‏ هو لاعب كرة قدم أمريكية أمريكي، ولد في 13 فبراير 1966 في دييرسبورغ في الولايات المتحدة.

## وصلات خارجية
- جيري وودز على موقع مرجع كرة القدم المحترفة.كوم (الإنجليزية)